# اوکسانا یاکوویشین
اوکسانا یاکوویشین (انگلیسی: Oksana Yakovyshyn؛ زادهٔ ۲۰ مارس ۱۹۹۳) بازیکن فوتبال اهل اوکراین است.
از باشگاه‌هایی که در آن بازی کرده‌است می‌توان به اشاره کرد.
وی همچنین در تیم ملی فوتبال زنان اوکراین بازی کرده‌است.